# Pasiphaë
Pasiphaë è un dipinto (142,5x243,8 cm) realizzato nel 1943 circa dal pittore Jackson Pollock.
È conservato nel Metropolitan Museum of Art di New York.
Originariamente doveva chiamarsi "Moby Dick" o "The White Whale", in omaggio all'omonimo romanzo di Herman Melville, ma Peggy Guggenheim chiese all'artista di trovare un altro titolo; in seguito James Johnson, suggerì di intitolare l'opera Pasiphaë, figura mitologica figlia di Elio (il Sole) ed una ninfa.